# 각부족
각부족(角不足, Angular defect)은 다면체의 각이나 쌍곡기하학의 다각형(쌍곡삼각형 따위)에서 내각의 합이 부족한 것이다. 쌍곡도형의 각부족은 구면과잉의 반대 현상이다.

## 다면체의 각부족
구와 연결상태가 같은 다면체에서 360도에서 각 꼭짓점의 내각의 합의 총합을 뺀 값을 모든 꼭짓점에 대해 다 더하면 720도즉 4pi 라디안이 된다.

## 쌍곡다각형의 각부족
균일한 가우스 곡률을 가지는 쌍곡공간에서 쌍곡삼각형의 내각의 합이 180도에서 모자란 것은 넓이에 비례한다.